# Conioscinella vandiemeni
Conioscinella vandiemeni är en tvåvingeart som beskrevs av Malloch 1940. Conioscinella vandiemeni ingår i släktet Conioscinella och familjen fritflugor. Inga underarter finns listade i Catalogue of Life.